# Gyltan, Pargas
För andra betydelser, se Gyltan.
Gyltan är en fjärd i Finland. Den ligger i Pargas i landskapet Egentliga Finland, i den södra delen av landet, 140 km väster om huvudstaden Helsingfors.
Gyltan ansluter till Tervsund i nordväst, till Våno sund i sydväst och till Pemarfjärden i öster. I söder ligger Mielisholm, i väster Stortervolandet och i norr Lemlaxön. I öster ligger öarna Hirsalö och Granö. 